# مرتضی نیک‌نژاد

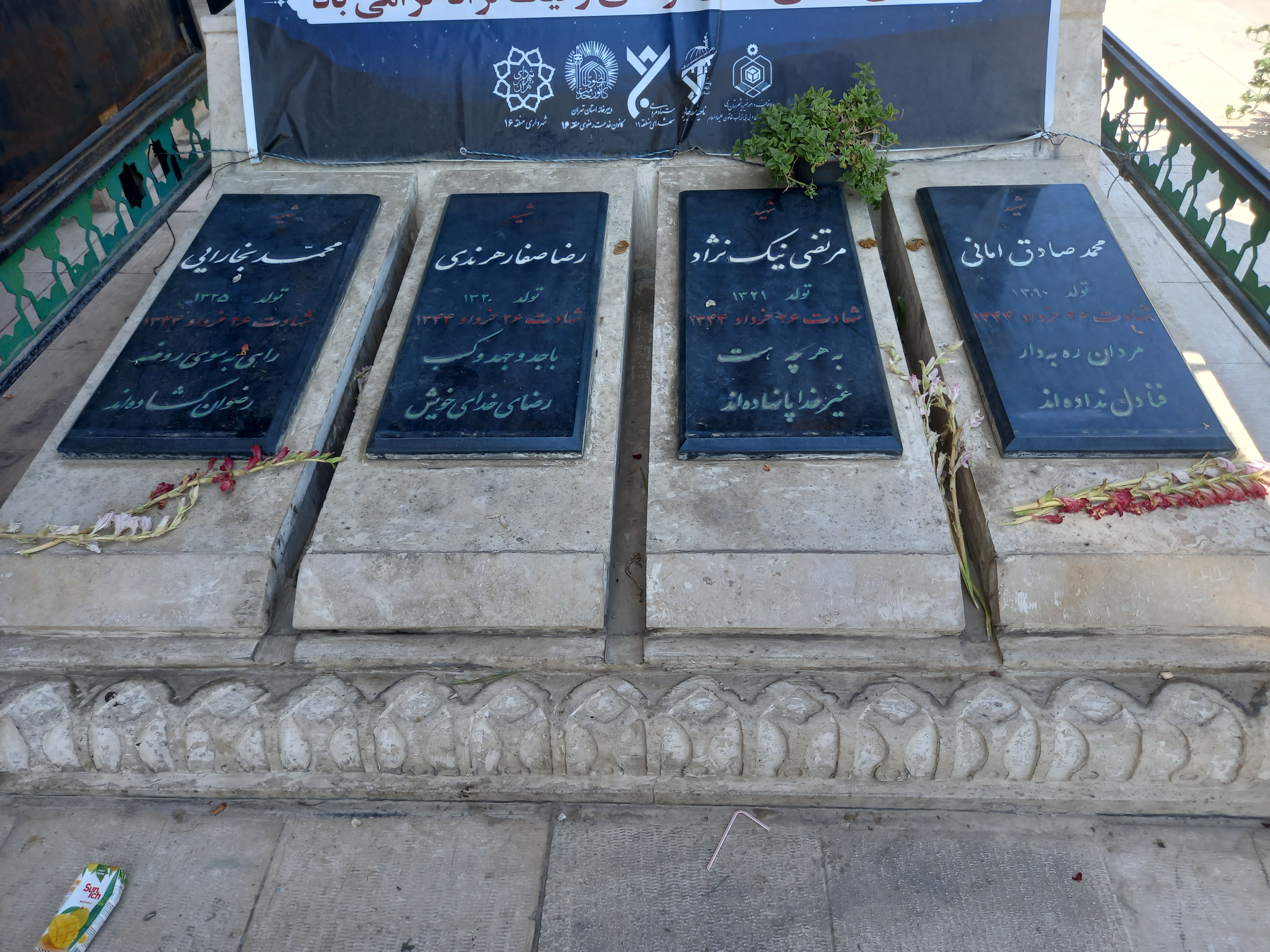
مرتضی نیک نژاد

مرتضی نیک نژاد (۱۳۲۱–۱۳۴۴) از اعضای گروه مؤتلفه اسلامی بود.
وی در سال ۱۳۲۱ در جنوب شهر تهران در خانواده‌ای مذهبی به دنیا آمد.
وی پس از پایان دوره ابتدائی در بازار تهران به شغل کفش فروشی اشتغال داشت. او پس از آشنایی با رضا صفار هرندی در جلسات دینی علی اصغر هرندی شرکت کرد و با آشنایی با محمد بخارایی، با گروه موتلفه اسلامی آشنا گشتند. وی در جریان عملیات ترور حسنعلی منصور نفر دوم عملیات و پشتیبانی‌کننده محمد بخارایی بود و به همراه رضا صفار هرندی دستگیر شد.
وی در سحرگاه ۲۶ خرداد ۱۳۴۴ تیرباران شد.جسد او ابتدا در نزدیکی مسگرآباد دفن گردید.
که پس از پیروزی انقلاب اسلامی به گورستان ابن بابویه منتقل و در آنجا به خاک سپرده شد. 